# Richard Cosway

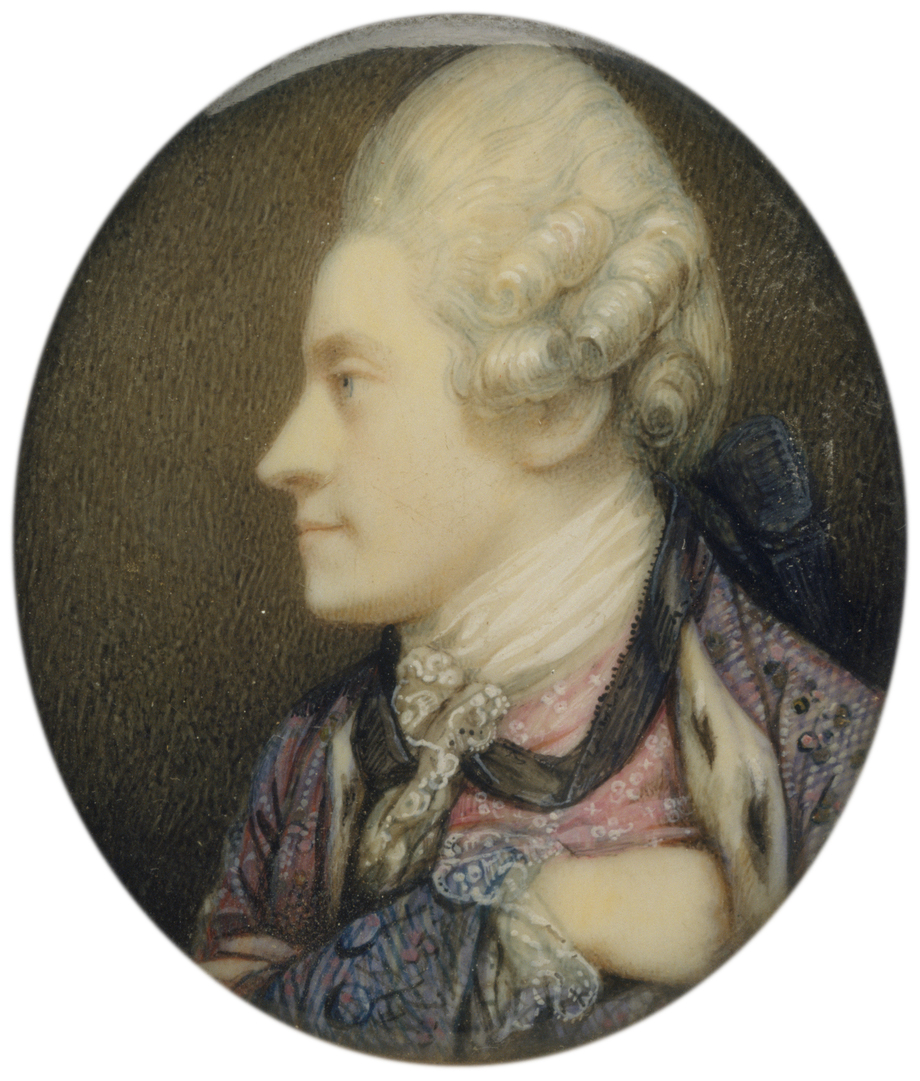
Richard Cosway, Selbstporträt, etwa 1770–1775. Metropolitan Museum of Art, New York

Richard Cosway (* 5. November 1742 in Tiverton, Devonshire; † 4. Juli 1821 in Edgware, Middlesex) war ein englischer Porträtmaler, der vor allem für seine Miniaturporträts bekannt ist. Er war eine zentrale Figur der georgianischen und der Regency-Ära und wurde 1785 zum Painter to the Prince of Wales ernannt, eine Auszeichnung, die nur ihm zuteilwurde.

## Leben
Richard Cosway wurde in Tiverton als Sohn eines Schulmeisters geboren. Im Alter von zwölf Jahren zog er nach London, um Kunst zu studieren. Dort nahm er Unterricht bei Thomas Hudson und besuchte die Zeichenschule von William Shipley. 1755 gewann er den ersten Preis der Society of Arts in der Kategorie „unter 14 Jahren“. 1760 eröffnete Richard Cosway sein eigenes Atelier und stellte ab 1762 regelmäßig aus. 1770 wurde er assoziiertes Mitglied der Royal Academy und 1771, mit der entscheidenden Stimme des Präsidenten Joshua Reynolds, Vollmitglied.
Am 18. Januar 1781 heiratete er die britisch-italienische Künstlerin Maria Hadfield. Die Ehe galt als arrangiert und war von Spannungen geprägt. Maria Cosway war eine talentierte Malerin, Musikerin und Pädagogin, die unter anderem eine enge Freundschaft mit Thomas Jefferson pflegte. Richard Cosway war bekannt für seinen extravaganten Lebensstil. Er kleidete sich auffällig und war eine schillernde Figur der Londoner Gesellschaft. Sein Salon im Schomberg House in der Pall Mall wurde zum Treffpunkt von Künstlern, Aristokraten und Intellektuellen. Richard Cosway starb am 4. Juli 1821 in Edgware, Middlesex, wahrscheinlich durch Ertrinken. Er wurde in der Marylebone New Church beigesetzt.

## Werk

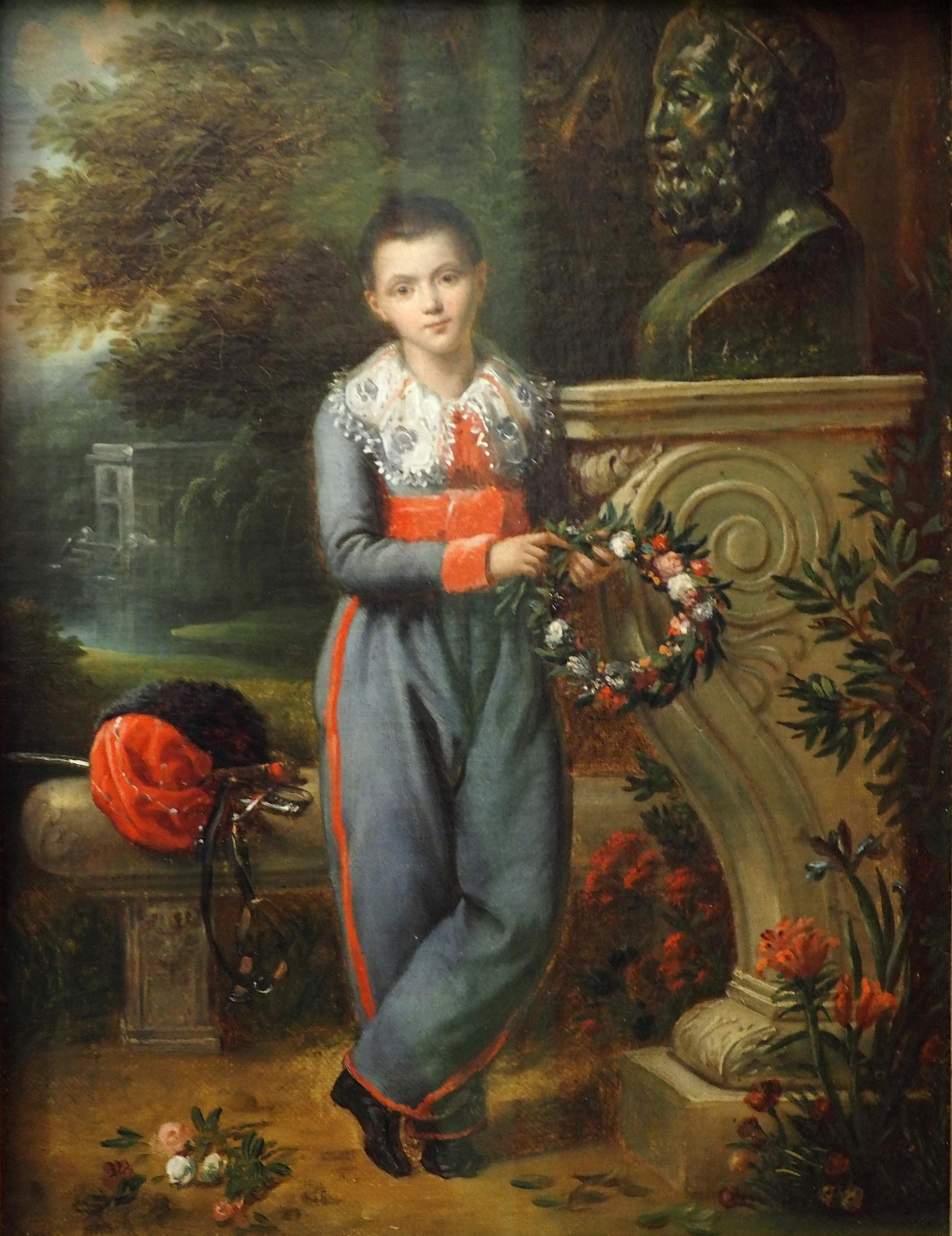
Richard Cosway: Knabe neben einer Homer-Büste. Niedersächsisches Landesmuseum Hannover

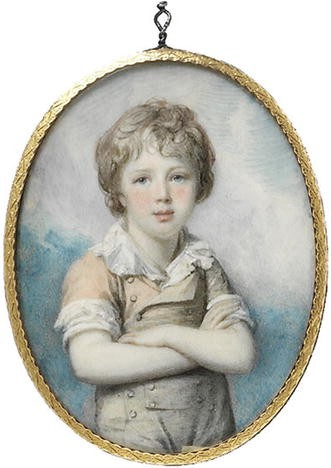
Richard Cosway: Unbekannter Junge, vielleicht Sir Frederick Augustus D'Este. Victoria and Albert Museum, London

Richard Cosway spezialisierte sich auf Miniaturporträts, die sich durch eine feine Linienführung und eine zurückhaltende Farbgebung auszeichneten. Seine Werke galten als idealisierend und betonten die Schönheit und Eleganz seiner Modelle. Zu seinen bekanntesten Porträts zählen die von König Georg IV., Maria Fitzherbert und Madame du Barry. 1785 wurde er zum offiziellen Porträtmaler des Prince of Wales ernannt. Richard Cosway wird auch die Einführung der so genannten Lover’s Eye-Miniaturen zugeschrieben, bei denen nur das Auge der Geliebten dargestellt wird. Besonders populär wurde dieser Stil durch ein Porträt des Auges des Prince of Wales für Maria Fitzherbert. Seine Werke befinden sich heute in renommierten Sammlungen wie der National Portrait Gallery, dem Victoria and Albert Museum und der Royal Collection.